# James Drake
James Dowell (nacido el 4 de marzo de 1993) es un luchador profesional inglés quien trabaja en All Elite Wrestling (AEW). Es conocido por su trabajo en la WWE en la marca NXT 2.0, en la que trabajó bajo el nombre de Jagger Reed. Ha trabajado para diversas empresas independientes europeas bajo el nombre de James Drake.

## Carrera

### Circuito independiente (2009–2017, 2023–presente)
En 2017, Drake y Zack Gibson formaron un equipo llamado Grizzled Young Veterans in Progress Wrestling. Grizzled Young Veterans derrotó a Chris Brookes y Kid Lykos de CCK para convertirse en los campeones del equipo de Progress.  Defendieron con éxito los títulos contra Aussie Open (Kyle Fletcher y Mark Davis) en el Capítulo 59 de Progress. En el Capítulo 61, Grizzled Young Veterans derrotó a Mustache Mountain para retener sus campeonatos.
El 14 de octubre de 2023, tanto Drake como Gibson anunciaron que aceptarían reservas independientes. Al día siguiente, hicieron su primera aparición independiente desde su lanzamiento en el evento Live 3 de Deadlock Pro-Wrestling, donde respondieron a un desafío abierto establecido por los campeones en parejas de DPW, The Workhorsemen.

### WWE (2016-2023)
El 12 de enero de 2019, Drake y Zack Gibson, conocidos colectivamente como Grizzled Young Veterans, derrotaron a Mustache Mountain (Tyler Bate y Trent Seven), en una final del torneo en el evento debut TakeOver de NXT UK en Blackpool, para convertirse en el equipo inaugural de los Campeonatos en Parejas del Reino Unido de NXT.

#### NXT (2020-2023)
El 19 de febrero en NXT, Gibson y Drake debutaron en NXT derrotando a Legado del Fantasma (Raúl Mendoza and Joaquin Wilde). A partir de eso, participaron en diversas luchas relacionadas con la división en parejas de NXT.
Después de meses de ausencia, Gibson y Drake reaparecieron como los misteriosos acompañantes de Joe Gacy bajo los nombres de Rip Fowler y Jagger Reed respectivamente, donde ambos lucían sin barba y bigote y con heterocromía.
En la edición del 12 de septiembre de NXT, Gacy confirmó que Fowler y Reid ya no eran miembros de Schism en una viñeta pregrabada. El 14 de septiembre, Reid y Fowler abandonaron la WWE después de que expiraran sus contratos.

### Total Nonstop Action Wrestling (2024)
El 26 de diciembre de 2023, se reveló que Gibson y Drake harían su debut en TNA Wrestling en Hard To Kill. Más tarde se anunció que desafiarían por el Campeonato Mundial en Parejas de TNA, junto con The Rascalz (Zachary Wentz y Trey Miguel) y Speedball Mountain (Mike Bailey y Trent Seven), contra los campeones ABC (Chris Bey y Ace Austin), que fue ganado por ABC. El Director de Autoridad Santino Marella luego haría una serie al mejor de tres entre los dos equipos por los títulos, con GYV ganando el primer combate y ABC ganando el segundo. GYV perdió el tercer y decisivo combate en No Surrender.

### All Elite Wrestling (2024-presente)
El 25 de abril de 2024, se reveló que Gibson y Drake harían su debut en All Elite Wrestling en el episodio del 27 de abril de Collision, donde fueron derrotados por The Acclaimed (Anthony Bowens y Max Caster).
En All In el 25 de agosto, Drake y Gibson hicieron su regreso a AEW y se enfrentaron a los Campeones Mundiales en Parejas de AEW The Young Bucks (Nicholas Jackson y Matthew Jackson) antes de atacar a FTR (Cash Wheeler y Dax Harwood), estableciendo oficialmente a los dos como heels para la empresa.

## Campeonatos y logros
- Burning Heart Pro Wrestling
  - Burning Heart Tag Team Championship (1 vez, actual) - con Zack Gibson

- Deadlock Pro-Wrestling
  - DPW Worlds Tag Team Championship (1 vez, actual) - con Zack Gibson

- FutureShock Wrestling
  - FSW Tag Team Championship (1 vez) - con Zack Gibson[4]

- New Japan Pro-Wrestling
  - Strong Openweight Tag Team Championship (1 vez) - con Zack Gibson

- Progress Wrestling
  - Progress Tag Team Championship (3 veces) - con Zack Gibson[1]

- Pro Wrestling Chaos
  - King Of Chaos Championship (1 vez)

- World Wrestling Entertainment/WWE
  - NXT UK Tag Team Championship (1 vez, inaugural) - con Zack Gibson